# Peter Rösch
Peter Rösch (1930. szeptember 15. – 2006. január 12.) svájci labdarúgóhátvéd, edző.
A svájci válogatott tagjaként részt vett az 1962-es labdarúgó-világbajnokságon.